# Sergio Blanco Marfil
Sergio Blanco es un boxeador español, nacido en Sabadell (provincia de Barcelona) el 1 de agosto de 1975. Desde sus inicios en el boxeo amateur ha destacado por una gran calidad técnica y variedad de golpes, llegándose a proclamar campeón de España de peso pluma en 1999, en Santander. En 2002 pasa al profesionalismo, convirtiéndose en uno de los mejores boxeadores del país. Se le conoce con el apodo de "Maestrito".
En octubre de 2007 disputó el título europeo a Alberto Servidei en Ravena (Italia). En una decisión muy polémica de los jueces, el combate fue declarado nulo.
A mayo de 2008, Sergio Blanco figura en el 1.º puesto del ranking europeo, y permanece invicto tras 19 combates.